# Distrito da Alta Sauerlândia
O Distrito da Alta Sauerlândia (em alemão:  Hochsauerlandkreis) é um distrito (Kreis ou Landkreis) da Alemanha localizado na região de Arnsberg, no estado da Renânia do Norte-Vestfália.

## Cidades e municípios
Populações em 31 de dezembro de 2006:
Cidades
1. Arnsberg (76 427)
2. Brilon (27 085)
3. Hallenberg (4 568)
4. Marsberg (21 790)
5. Medebach (8 169)
6. Meschede (32 036)
7. Olsberg (15 770)
8. Schmallenberg (25 987)
9. Sundern (29 476)
10. Winterberg (14 361)

Municípios
1. Bestwig (11 685)
2. Eslohe (Sauerland) (9 240)